# Гармет Сінгх
Гармет Сінгх (норв. Harmeet Singh, нар. 12 листопада 1990, Осло) — норвезький футболіст індійського походження, півзахисник клубу «Саннефіорд». Колишній гравець національної збірної Норвегії.
Володар Кубка Норвегії. 

## Клубна кар'єра
Народився 12 листопада 1990 року в місті Осло. Вихованець футбольної школи клубу «Волеренга». Дорослу футбольну кар'єру розпочав 2007 року в основній команді того ж клубу, в якій провів п'ять сезонів, взявши участь у 101 матчі чемпіонату.  Більшість часу, проведеного у складі «Волеренги», був основним гравцем команди.
Своєю грою за цю команду привернув увагу представників тренерського штабу нідерландського клубу «Феєнорд», до складу якого приєднався 2012 року. Відіграв за команду з Роттердама наступні півтора сезони своєї ігрової кар'єри, не ставши проте гравцем її основного складу.
2014 року повернувся до Норвегії, приєднавшись до складу «Молде».

## Виступи за збірні
2004 року дебютував у складі юнацької збірної Норвегії, взяв участь у 43 іграх на юнацькому рівні, відзначившись 6 забитими голами.
З 2009 року залучається до складу молодіжної збірної Норвегії. На молодіжному рівні зіграв у 38 офіційних матчах, забив 5 голів.
2012 року дебютував в офіційних матчах у складі національної збірної Норвегії. Наразі провів у формі головної команди країни 5 матчів.

## Статистика виступів

### Статистика клубних виступів
Станом на 1 січня 2014 року
| Сезон                 | Клуб                  | Чемпіонат             | Чемпіонат | Чемпіонат | Національний кубок | Національний кубок | Національний кубок | Континентальні кубки | Континентальні кубки | Континентальні кубки | Суперкубки | Суперкубки | Суперкубки | Усього | Усього |
| Сезон                 | Клуб                  | Ліга                  | Ігор      | Голів     | Ліга               | Ігор               | Голів              | Ліга                 | Ігор                 | Голів                | Ліга       | Ігор       | Голів      | Ігор   | Голів  |
| --------------------- | --------------------- | --------------------- | --------- | --------- | ------------------ | ------------------ | ------------------ | -------------------- | -------------------- | -------------------- | ---------- | ---------- | ---------- | ------ | ------ |
| 2007                  | «Волеренга»           | ТЛ                    | 0         | 0         | КН                 | 1                  | 0                  | КУЄФА                | 0                    | 0                    | -          | -          | -          | 1      | 0      |
| 2008                  | «Волеренга»           | ТЛ                    | 9         | 0         | КН                 | 3                  | 0                  | -                    | -                    | -                    | -          | -          | -          | 12     | 0      |
| 2009                  | «Волеренга»           | ТЛ                    | 25        | 1         | КН                 | 6                  | 2                  | ЛЄ                   | 2                    | 0                    | СКН        | 1          | 0          | 34     | 3      |
| 2010                  | «Волеренга»           | ТЛ                    | 30        | 5         | КН                 | 1                  | 0                  | -                    | -                    | -                    | -          | -          | -          | 31     | 5      |
| 2011                  | «Волеренга»           | ТЛ                    | 27        | 2         | КН                 | 2                  | 2                  | ЛЄ                   | 4                    | 0                    | -          | -          | -          | 33     | 4      |
| січ.-лип. 2012        | «Волеренга»           | ТЛ                    | 10        | 0         | КН                 | 1                  | 0                  | -                    | -                    | -                    | -          | -          | -          | 11     | 0      |
| Усього за «Волеренгу» | Усього за «Волеренгу» | Усього за «Волеренгу» | 101       | 8         |                    | 14                 | 4                  |                      | 6                    | 0                    |            | 1          | 0          | 122    | 12     |
| 2012–13               | «Феєнорд»             | ЕД                    | 7         | 0         | КН                 | 2                  | 0                  | ЛЧ+ЛЄ                | 2+0                  | 0                    | -          | -          | -          | 11     | 0      |
| 2013-січ. 2014        | «Феєнорд»             | ЕД                    | 0         | 0         | КН                 | 2                  | 0                  | ЛЄ                   | 0                    | 0                    | -          | -          | -          | 2      | 0      |
| Усього за «Феєнорд»   | Усього за «Феєнорд»   | Усього за «Феєнорд»   | 7         | 0         |                    | 4                  | 0                  |                      | 2                    | 0                    |            | -          | -          | 13     | 0      |
| 2014                  | «Молде»               | ТЛ                    | 0         | 0         | КН                 | 0                  | 0                  | ЛЧ                   | 0                    | 0                    | -          | -          | -          | 0      | 0      |
| Усього                | Усього                | Усього                | 108       | 8         |                    | 18                 | 4                  |                      | 8                    | 0                    |            | 1          | 0          | 135    | 12     |

### Статистика виступів за збірну
Станом на 19 січня 2014 року
| Дата       | Місто    | Господарі      | Результат | Гості    | Турнір           | Голи | Примітки |
| ---------- | -------- | -------------- | --------- | -------- | ---------------- | ---- | -------- |
| 15/01/2012 | Бангкок  | Данія          | 1 – 1     | Норвегія | товариський матч | -    |          |
| 18/01/2012 | Бангкок  | Таїланд        | 0 – 1     | Норвегія | товариський матч | -    |          |
| 21/01/2012 | Бангкок  | Південна Корея | 3 – 0     | Норвегія | товариський матч | -    |          |
| 15/01/2014 | Абу-Дабі | Молдова        | 1 – 2     | Норвегія | товариський матч | -    |          |
| 18/01/2014 | Абу-Дабі | Польща         | 3 – 0     | Норвегія | товариський матч | -    |          |
| Усього     |          | Матчів         | 5         |          | Голів            | 0    |          |

## Титули і досягнення
- Володар Чемпіон Норвегії (1):

«Молде»:  2014
- Володар Кубка Норвегії (2):

«Волеренга»:  2008
«Молде»:  2014